# Marija Šerifović

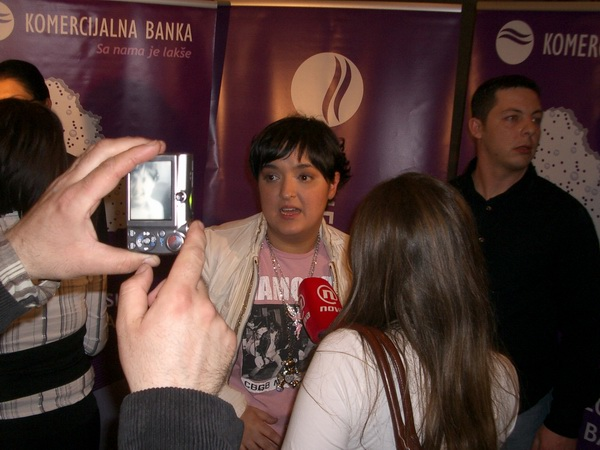
Marija Šerifović

Marija Šerifović (Kragujevac, 14 de novembro de 1984) é uma cantora pop sérvia, cuja prestação no Festival Eurovisão da Canção 2007 com a música Molitva, em Helsínquia, foi eleita vencedora deste concurso europeu, juntamente com o seu coro distribuído por cinco vozes femininas.